# Людина з рушницею (фільм)
«Людина з рушницею» (рос. «Человек с ружьем») — російський радянський повнометражний чорно-білий історико-революційний художній фільм, поставлений на кіностудії «Ленфільм» в 1938 році режисером Сергієм Юткевичем. Перший фільм кінотрилогії за творами Миколи Погодіна: «Людина з рушницею», «Кремлівські куранти» та «Третя патетична».

## Зміст
Армія генерала Краснова атакує Петроград у спробі повалити більшовицький уряд. У цей час солдати звертаються з листом до Леніна, щоб з'ясувати його позицію з хвилюючих і гострих питань. Своє послання вони довіряють товаришеві по службі Івану Шадріну. Герой потрапляє в місто у момент неабиякої небезпеки, але повинен виконати доручення товаришів.

## Історія створення
Робота над сценарієм з робочою назвою «Грудень» почалася в 1937 році. Спершу він не влаштував Юткевича; потім Микола Погодін переробив сценарій в п'єсу, яку назвав «Людина з рушницею», і цей варіант влаштував режисера і ГУК (Головне управління кінематографії).
Прем'єра фільму відбулася 1 листопада 1938 року.
У період між 1956 і 1961 роками з фільму була вирізана сцена в Смольному за участю Сталіна. Після вже офіційного «відновлення» картини в 1965 році на «Мосфільмі» Сталін був вирізаний з неї остаточно: скорочена сцена поїдання картоплі Леніним, Сталіним, Димовим і Шадріним, а також прибрані всі згадки про Сталіна в тексті.

## Ролі
- Максим Штраух — В. І. Ленін
- Михайло Геловані — Сталін (в первісній версії фільму)
- Борис Тенін — Іван Шадрін
- Володимир Лукін — Микола Чибісов
- Зоя Федорова — Катя
- Борис Чирков — Євтушенко
- Микола Черкасов — генерал
- Микола Соснін — мільйонер Захар Захарович Сибірцев
- Серафима Бірман — Варвара Іванівна, його дружина
- Марк Бернес — Костя Жигильов
- Степан Каюков — Андрій Димов, матрос
- Павло Суханов — полонений Матушкин
- Костянтин Сорокін — чатовий
- Микола Крючков — Сидоров
- Павло Кадочников — солдат з насінням
- Михайло Яншин — офіцер, гість на спіритичний сеанс
- Юрій Толубієв — революційний матрос
- Петро Алейников — солдат
- Володимир Волчик … солдат
- Єлизавета Уварова — приживалка
- Василь Ванін — денщик генерала

## Знімальна група
- Сценарій: Микола Погодін
- Режисер: Сергій Юткевич
- Співрежисери: Павло Арманд, Марія Ітина
- Головний оператор: Жозеф Мартов
- Художник: Олександр Блек
- Композитор: Дмитро Шостакович
- Текст і музика пісні: Павло Арманд
- Звукооператор: Костянтин Гордон
- Асистент режисера: А. Гольдбрут
- Другий оператор: Г. Максимов
- Асистент оператора: В'ячеслав Фастович
- Асистент художника: М. Рафалович
- Художник-гример: Антон Анджан
- Монтажер: Валентина Миронова
- Директор картини: Яків Анцелович

## Нагороди
- Максим Штраух за внесок у створення образу В. І. Леніна в декількох кінофільмах отримав в 1959 році Ленінську премію СРСР.
- Марк Бернес був нагороджений за роботу в картині орденом «Знак Пошани».

## Місце в історії мистецтва
«Людина з рушницею», поряд з фільмами «Ленін у Жовтні» та «Ленін у 1918 році», являє собою найбільш відомі картини в радянській кіноленініане та пропаганді. Образи Леніна, створені Штраухом та Щукіним, вважалися класичним втіленням вождя світового пролетаріату на кіноекрані, узагальнює його ідеалізований образ «самого людяного людини». Крупська вважала Леніна у виконанні Штрауха найбільш достовірним втіленням вигляду вождя. Згодом Юткевич неодноразово повертався у своїй творчості до теми Леніна і його значенням в історії.
У радянський час фільм був поза критикою, і які б то не було негативні коментарі щодо художнього значення картини не допускалися. Кінознавці, втім, відгукувалися про фільм прохолодно, відзначаючи ходульність персонажів, запозичення деяких сюжетних ходів і невідповідності реальними історичним подіям.
Фільм «Людина з рушницею» по-справжньому відкрив широкій публіці актора Марка Бернеса і приніс йому велику популярність. У цьому фільмі Бернес виконав ставши популярною пісню «Хмари над містом встали …».

## Видання
2000 року фільм був випущений на відеокасеті компаніями «Майстер Тейп» та «Формат А». На DVD видавався в 2006 році компаніями «СОЮЗ Відео» та «Восток В» («відновлена» версія 1965 р.), в 2009 році — компанією «Відеокам» (скорочена версія 1956—1961 рр.).

## У сучасній культурі
Фільм був частково спародіював в кінокомедії «Найкращий фільм 3-ДЕ».